# Kokkelert
Kokkelert is een gehucht in Nederlands Limburg. Het ligt ten westen van Roosteren tussen de Maas en de Maaseikerweg. Op 1 januari 2020 stonden er 50 inwoners ingeschreven. Elf van de 24 gebouwen is ouder dan het jaar 1900. Aan het begin van het gehucht staat een witgepleisterde veldkapel van na de Tweede Wereldoorlog, de Mariakapel, die gewijd is aan Onze-Lieve-Vrouw van Altijddurende Bijstand. Naast de kapel staat het blauwe plaatsnaambord met daarop Roosteren en Roostere, waarbij de laatste de Limburgse naam is.

## Ligging
Het landschap rondom het gehucht is de afgelopen eeuwen weinig veranderd. Op de landkaart van Jean Joseph Tranchot uit begin 19e eeuw liggen meteen aan de noordkant van het gehucht de akkers van het ‘Ruckveld’ en verder richting Maaseik de weilanden van het ‘Ruck-brouck’. Dit landgebruik is tot op heden ongewijzigd. Ook de bebouwing is al tijdenlang constant: Zowel op de Tranchotkaart als op de Rivierenkaart van 1849 staan er een viertal vierkantshoeves aan de noordkant van de Kokkelertstraat. Daarnaast staan er op beide kaarten aan de zuidkant enkele huizen ingetekend. Begin 20e eeuw is er nog wat bebouwing verschenen tussen de twee Y-vormige straatkanten. Bij de Rivierenkaart van 1849 wordt de huidige Kempstraat ten noorden van de Maaseikerweg Kokkelert-Kamp genoemd. Bij het CBS staat deze straat echter onder Verspreide huizen Roosteren in het systeem.
Van 1922 tot 1937 was er een tramhalte Kokkelert aan de Maaseikerweg. Deze was onderdeel van een zijtak van de tramlijn Roermond - Sittard. De trams stopten ‘op tijdig verzoek’. In 2018 is de Maasdijk bij het gehucht 40 centimeter verhoogd en versterkt.

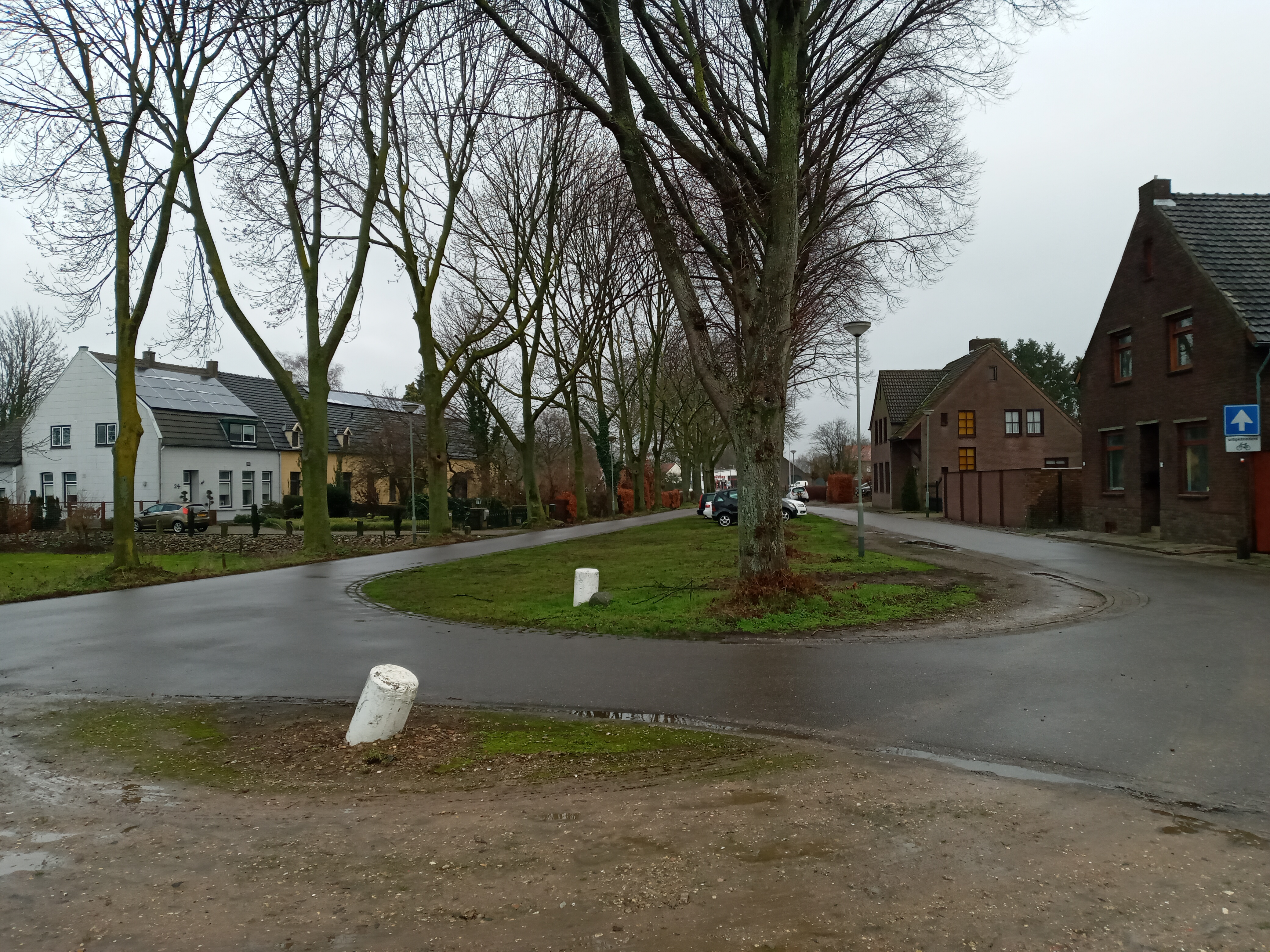
De buurtschap bezien vanuit het westen.

## Nabijgelegen kernen
Roosteren, Maaseik
Kernen: Dieteren · Echt · Koningsbosch · Maria Hoop · Nieuwstadt · Pey · Roosteren · Sint Joost · Slek · Susteren

Buurten en buurtschappen: Aan het Echterbosch · Aan Reijans · Aasterberg · Baakhoven · Berkelaar · Christinawijk · Echterbosch · Frenkenshof · Gebroek · Gulickshof · Haeselaarbroek · Heide · Hingen · Hommelhof · Illikhoven · Kokkelert · Lange Bosschen · Liboscherveld · Mariaveld · Pepinusbrug · Pepiniushof · In de Mehre · Middelveld · Munsterveld · Oevereind · Ophoven · Oud-Roosteren · Putbroek · Schilberg · Sint Anna · Sint Antoniushoeve · Spaanshuisken · Visserweert · Vogelsang · Wolfskoul

Bedrijventerreinen: De Berk · Businesspark ML · Dieterderweg · De Loop · Wolfskoul

Limburg: Steden en dorpen      Nederland: Provincies · Gemeenten